# UCI Àsia Tour 2023
L'UCI Àsia Tour 2023 és la dinovena edició de l'UCI Àsia Tour, un dels cinc circuits continentals de ciclisme de la Unió Ciclista Internacional. Està format per vint-i-sis proves, organitzades entre el 13 de novembre de 2022 i el 16 d'octubre de 2023 a Àsia.

## Equips
Els equips poden participar en les diferents curses depenent de la categoria de la prova. Per exemple, els UCI WorldTeams només poden participar en curses .1 i el seu nombre per cursa és limitat.
| Catégorie | Catégorie              | Équipes                                                                           |
| --------- | ---------------------- | --------------------------------------------------------------------------------- |
| .1        | 1.1 (Cursa d'un dia)   | * UCI WorldTeam (màx. 50 %) * UCI ProTeam * Equip continental * Selecció nacional |
| .1        | 2.1 (Cursa per etapes) | * UCI WorldTeam (màx. 50 %) * UCI ProTeam * Equip continental * Selecció nacional |
| .2        | 1.2 (Cursa d'un dia)   | * UCI ProTeam * Equip continental * Selecció nacional * Equip regional i de club  |
| .2        | 2.2 (Cursa per etapes) | * UCI ProTeam * Equip continental * Selecció nacional * Equip regional i de club  |

## Evolució del calendari

### Novembre 2022
| Data | Cursa          | País | Cat. | Vencedor       | Equip     | Ref.  |
| ---- | -------------- | ---- | ---- | -------------- | --------- | ----- |
| 13   | Tour d'Okinawa | Japó | 1.2  | Benjamí Prades | Team Ukyo | [ 3 ] |

### Gener
| Data  | Cursa                              | País                | Cat. | Vencedor         | Equip                   | Ref.  |
| ----- | ---------------------------------- | ------------------- | ---- | ---------------- | ----------------------- | ----- |
| 27-31 | Sharjah International Cycling Tour | Emirats Àrabs Units | 2.2  | Adne van Engelen | Roojai Online Insurance |       |
| 30-3  | Tour d'Aràbia Saudita              | Aràbia Saudita      | 2.1  | Ruben Guerreiro  | Movistar Team           | [ 4 ] |

### Febrer
| Data | Cursa          | País | Cat. | Vencedor        | Equip        | Ref. |
| ---- | -------------- | ---- | ---- | --------------- | ------------ | ---- |
| 10   | Muscat Classic | Oman | 1.1  | Jenthe Biermans | Arkéa-Samsic |      |

### Març
| Data  | Cursa          | País        | Cat. | Vencedor       | Equip              | Ref.  |
| ----- | -------------- | ----------- | ---- | -------------- | ------------------ | ----- |
| 12-16 | Tour de Taïwan | Xina Taipei | 2.1  | Jeroen Meijers | Terengganu Polygon | [ 5 ] |

### Abril
| Data | Cursa             | País      | Cat. | Vencedor              | Equip                   | Ref.  |
| ---- | ----------------- | --------- | ---- | --------------------- | ----------------------- | ----- |
| 1-6  | Tour de Tailàndia | Tailàndia | 2.1  | Tegshbayar Batsaikhan | Roojai Online Insurance | [ 6 ] |

### Maig
| Data  | Cursa                                   | País       | Cat. | Vencedor        | Equip      |
| ----- | --------------------------------------- | ---------- | ---- | --------------- | ---------- |
| 10    | The Tour Oqtosh - Chorvoq - Mountain    | Uzbekistan | 1.2  | Ulugbek Saidov  | Namangan   |
| 11    | The Tour Oqtosh - Chorvoq - Mountain II | Uzbekistan | 1.2  | Periklís Ilías  | Grècia     |
| 13    | Tour of Bostonliq I                     | Uzbekistan | 1.2  | Daniil Marukhin | Kazakhstan |
| 14    | Tour of Bostonliq II                    | Uzbekistan | 1.2  | Ilkhan Dostiyev | Kazakhstan |
| 21-28 | Volta al Japó                           | Japó       | 2.1  | Nathan Earle    | JCL Ukyo   |

### Juny
| Data | Cursa          | País        | Cat. | Vencedor          | Equip                           |
| ---- | -------------- | ----------- | ---- | ----------------- | ------------------------------- |
| 2-4  | Tour de Kumano | Japó        | 2.2  | Atsushi Oka       | JCL Ukyo                        |
| 7-11 | Aziz Shusha    | Azerbaidjan | 2.2  | Emanuele Ansaloni | Team Technipes #inEmiliaRomagna |

### Juliol
| Data  | Cursa             | País            | Cat. | Vencedor        | Equip                   |
| ----- | ----------------- | --------------- | ---- | --------------- | ----------------------- |
| 21-23 | Tour de Huangshan | R.P. de la Xina | 2.2  | Julien Trarieux | China Glory Continental |

### Agost
| Data  | Cursa                      | País | Cat. | Vencedor         | Equip                |
| ----- | -------------------------- | ---- | ---- | ---------------- | -------------------- |
| 26    | Tour de Kandovan           | Iran | 1.2  | Anton Kuzmin     | Almaty Astana Motors |
| 27-31 | Tour de l'Iran-Azerbaïdjan | Iran | 2.1  | Saeid Safarzadeh | Tianyoude Hotel      |

### Setembre
| Data  | Cursa                | País            | Cat. | Vencedor         | Equip                       |
| ----- | -------------------- | --------------- | ---- | ---------------- | --------------------------- |
| 8-10  | Tour de Hokkaido     | Japó            | 2.2  | anul·lat         | anul·lat                    |
| 8-12  | Tour del llac Poyang | R.P. de la Xina | 2.2  | Lyu Xianjing     | China Glory Continental     |
| 10-13 | Tour de Salalah      | Oman            | 2.2  | Grega Bole       | Shabab Al Ahli Cycling Team |
| 23-24 | Tour de Binzhou      | R.P. de la Xina | 2.2  | Lucas Carstensen | Roojai Online Insurance     |

### Octubre
| Data  | Cursa                       | País            | Cat. | Vencedor          | Equip              |
| ----- | --------------------------- | --------------- | ---- | ----------------- | ------------------ |
| 1     | Oita Urban Classic          | Japó            | 1.2  | Ryan Cavanagh     | Kinan Racing       |
| 6-9   | Tour de Kyushu              | Japó            | 2.1  | Andrey Zeits      | Astana Qazaqstan   |
| 14-16 | Trans-Himalaya Cycling Race | R.P. de la Xina | 2.2  | Carlos Torres     | SCOM - Taishantiyu |
| 22    | Hong Kong Challenge         | Hong Kong       | 1.1  | Lukas Pöstlberger | Jayco AlUla        |